# Andrés Finguerut
 (décembre 2023).
Andrés Finguerut est un ancien fonctionnaire des Nations unies, successivement secrétaire de la Commission des stupéfiants puis de l'Organe international de contrôle des stupéfiants (2011-2020) et enfin, chef de la branche prévention des drogues et santé à l'Office des Nations Unies contre les drogues et le crime (2020-2023).
Finguerut a une maîtrise en économie du développement. En tant que comme fonctionnaire à l'Office des Nations Unies à Vienne dans ses différentes fonctions, il fut l'objet de critiques de la part d''organisations non gouvernementales ainsi que de la Bolivie, Canada et Uruguay, pour s'être opposé, en tat que secrétaire de l'OICS, à leurs réformes des politiques relatives à la feuille de coca et au cannabis.